# Lars Bergstedt
Lars Bergstedt, född på 1600-talet, död 25 februari 1722, var en svensk ämbetsman.

## Biografi
Lars Bergstedt föddes på 1600-talet. Han blev 1709 borgmästare i Kalmar och var riksdagsman för borgarståndet vid riksdagen 1710, riksdagen 1713–1714 och riksdagen 1719. Bergstedt slutade som borgmästare 1719 och avled 1722.